# Manuel Gausa i Navarro
|  | No s'ha de confondre amb Manel Gausa de Mas. |

Manuel Gausa i Navarro és un arquitecte català.
Arquitecte, vicepresident del Consell Assessor per al Desenvolupament Sostenible de la Generalitat de Catalunya (CADS). És director de diversos màsters en arquitectura, així com de la Scuola di Dottorato in Architettura e Design de la Universitá degli Studi di Genova, on és també professor de Projectes i composició. Ha format part dels consells científics d'institucions com l'Institut d'Arquitectura Avançada de Catalunya o ARCHILAB. Des del 1994 dirigeix Actar Architecture, des d'on ha realitzat diversos projectes guardonats a escala internacional. Del 1991 al 2000 va dirigir la revista Quaderns d'Arquitectura i Urbanisme del COAC i ha col·laborat en publicacions com La Vanguardia. És coautor de llibres com Barcelona: guía de arquitectura moderna (Actar, 2002).